# Andy Potts
Andrew Robert ("Andy") Potts (Hershey, 28 december 1976) is een professioneel Amerikaanse triatleet uit Princeton. Hij werd wereldkampioen triatlon op de Ironman 70.3. Ook nam hij eenmaal deel aan de Olympische Spelen, maar won hierbij geen medailles.
Potts begon als zwemmer. Van 1995 tot 1997 behoorde hij tot het Amerikaanse zwemteam. Zijn grootste prestatie hierbij is het winnen van een bronzen medaille op de Universiade in Fukuoka. In 1996 miste hij op een haar na een kwalificatie voor de Olympische Spelen van 1996 in Atlanta. In 1998/1999 was hij aanvoerde van het zwemteam van de Universiteit van Michigan. Vanwege zijn leeftijd stapte hij over op atletiek en stapte daarna, om toch nog aan de Olympische Spelen mee te kunnen doen, over op de triatlon.
Hij deed mee aan de Olympische triatlon van 2004 in Athene en behaalde een 22e plaats in een totaal tijd van 1:55.36,47. Met een zwemtijd van 17.49 was hij de snelste zwemmer van alle olympische deelnemers. In 2007 won hij de Pan-Amerikaanse Spelen en in 2008 werd hij zevende op de Ironman Hawaï in een tijd van 8:33.50.
Hij trouwde is in 2004 getrouwd met Lisa Potts.

## Titels
- Wereldkampioen Ironman 70.3 - 2007
- Amerikaans kampioen triatlon - 2007
- Amerikaans triatlon van het jaar - 2006, 2007

## Palmares

### triatlon
- 2003: 7e ITU wereldbekerwedstrijd in Makuhari
- 2003: 9e ITU wereldbekerwedstrijd in Gamagori
- 2004: 22e Olympische Spelen van Athene - 1:55.36,47
- 2004:  Pan-Amerikaans kampioenschap
- 2004: 11e WK olympische afstand in Funchal - 1:42.17
- 2005:  ITU wereldbekerwedstrijd in Edmonton
- 2005: 20e WK olympische afstand in Gamagōri - 1:51.23
- 2006:  ITU wereldbekerwedstrijd in New Plymouth
- 2006:  Ironman 70.3 California - 4:03.16
- 2006: 18e WK olympische afstand in Lausanne - 1:53.57
- 2007:  Ironman 70.3 California - 3:59.59
- 2007: 20e Hy-Vee Triathlon & ITU BG World Cup - 1:53.34
- 2007:  Pan-Amerikaanse Spelen in Rio de Janeiro - 1:52.31,51
- 2007: 11e WK olympische afstand in Hamburg - 1:44.31
- 2007:  WK Ironman 70.3 in Clearwater- 3:42.33
- 2008:  Ironman 70.3 California - 3:58.22
- 2008: 7e EK lange afstand in Lissabon - 8:33.50
- 2008: 7e Ironman Hawaï - 8:33.50
- 2009:  St. Anthony's Triathlon - 2:04.00
- 2009:  Wildflower Triathlon - 3:59.41
- 2009:  Ironman 70.3 California - 3:53.36
- 2009:  Ironman 70.3 Steelhead - 3:54.38
- 2009:  Ironman 70.3 Timberman - 3:51:19
- 2009: 4e ITU wereldbekerwedstrijd in Washington - 1:49.51
- 2009: 9e Ironman Hawaï - 8:30.30

2006 Craig Alexander ·
2007 Andy Potts ·
2008 Terenzo Bozzone ·
2009 Michael Raelert ·
2010 Michael Raelert ·
2011 Craig Alexander ·
2012 Sebastian Kienle ·
2013 Sebastian Kienle ·
2014 Javier Gómez ·
2015 Jan Frodeno ·
2016 Timothy Reed ·
2017 Javier Gómez ·
2018 Jan Frodeno ·
2019 Gustav Iden ·
2021 Gustav Iden ·
2022 Kristian Blummenfelt ·
2023 Rico Bogen